# توني بيرس
توني بيرس (بالإنجليزية: Tony Pierce)‏ هو لاعب كرة قاعدة أمريكي، ولد في 29 يناير 1946 في برونزويك في الولايات المتحدة، وتوفي في 31 يناير 2013 في كولومبوس في الولايات المتحدة.

## وصلات خارجية
- توني بيرس على موقعبيزبول رفرنس.كوم (الدوري الرئيسي) (الإنجليزية)
- توني بيرس على موقعبيزبول رفرنس.كوم (الدوري الثانوي) (الإنجليزية)